# Кухлинус, Йоханнес
Йоханнес Кухлинус (нем. Johannes Küchlein, лат. Johannes Kuchlinus, 1546[…] — 3 июля 1606, Лейден) — нидерландский реформатский священник, основатель и первый регент Богословского колледжа Лейденского университета.
Основные биографические сведения о Кухлинусе приводятся в поминальной речи, произнесённой Лукой Трелкатием-младшим. В дальнейшем Кухлиний удостаивался не более, чем небольших заметок в биографических словарях. Первым и на 2020 год единственным достаточно полным исследованием жизни лейденского богослова является статья профессора исторического богословия в Austin Graduate School of Theology Кита Д. Стэнглина (Keith D. Stanglin). Не будучи значительным богословом, Кухлинус упоминается в работах, посвящённых жизни и деятельности Якоба Арминия, на тёте которого Geertgen Jacobsdochter был женат пятым браком. Его зятьями были священники и богословы Петрус Бертиус и Фестус Хоммиус.
Йоханнес Кухляйн родился в 1546 году в небольшом гессенском городе Веттер. ребёнком он учился у местного пастора Йоханнеса Пинцириуса (Johannes Pincierius), а также посещал школу, в которой отличился в изучении латыни и греческого. Профессор богословия Захария Урсин в гейдельбергской Collegium Sapientiae дал возможность Кухлинусу с августа 1565 года продолжить обучение в возглавляемой им семинарии. Урсин весьма высоко оценивал таланты своего студента, и после четырёх или шести лет обучения тот продолжил учёбу в Нойштадте. Биографы называют разные даты исходя из того, что в 1569 году Кухлинус женился в Эмдене, тогда как устав коллегии такого не дозволял; тем не менее, Трелкатий в своей речи говорит о шести годах учёбы в Гейдельберге. В 1576 году Кухлинус приобрёл достаточную репутацию, чтобы получить должность пастора в пфальцком Такенхайме (Tackenheim), но смерть симпатизировавшего реформатам курфюрста Фридриха III Благочестивого, которому наследовал приверженец лютеранства Людвиг VI нарушила планы, и молодому священнику пришлось переехать в Эмден.
В 1578 году Йоханнес практически одновременно получил предложения из Амстердама и Гронингена. Он выбрал Амстердам, где прослужил следующие 18 лет. 31 августа того же года Кухлинус был рукоположён в священники в Старой церкви. В следующем году кураторы Лейденского университета попросили его начать читать лекции, но он отказался. В 1588 году при его участии в Ауде керк пришёл Якоб Арминий.
В 1591 году Кухлинус вновь пригласили в Лейден, на этот раз в качестве регента-основателя новой богословской семинарии университета, получившей название Staten College. Для кураторов университета был привлекателен не только пастырский опыт Кухлиния, но и его знание внутренней организации Collegium Sapientiae, который в Лейдене решили взять за образец. Поскольку городские власти Амстердама не смогли быстро найти замену Кухлинусу, последнему было позволено только работать в Лейдене, на время формирования колледжа. Подготовительный этап был завершён в течение первой половины 1592 года, и уже 6 октября Кухлинус обратился с инаугурационной речью, в которой обратился к теме связи богословия и философии. На время пребывания Кухлинуса в Амстердаме обязанности регента исполнял Иеремия Бастингиус (Jeremias Bastingius), который не смог поддержать дисциплину в колледже. После его смерти в 1595 году Кухлинус переехал в Лейден и занимал должность регента до конца жизни. В качестве источника тем лекций и диспутов он предпочитал Гейдельбергский катехизис. Утром 1 июля, во время чтения лекции, Кухлинуса перенёс инсульт и через два дня он скончался. На посту регента ему наследовал зять Петрус Бертиус.
Значительное влияние на богословскую полемику своего времени имели диспуты, проведённые в семинарии. Среди их участников были ставшие впоследствии известными богословами Юстус Булаеус (Justus Bulaeus), Корнелиус Бурхвлит (Cornelius Burchvliet), Йоханнес Корвинус, Симон Епископий, Йоханнес Лидиус, Йоханнес Нарссиус и другие. Сборник избранных диспутов, охватывающий период с 1597 до 1602 год вышел в 1602. В 1612 году вышло второе дополненное издание, которое затем неоднократно переиздавалось.